# Bunraku (film)
Bunraku è un film del 2010 diretto da Guy Moshe.

## Trama
Tutto inizia con la scomparsa totale delle Armi da fuoco. Un certo Nicola, taglialegna di mestiere, fonda un'organizzazione criminale grazie alla quale riesce a impadronirsi dell'Eurasia (chiamata nel film col nome di Est Atlantico), e ne diventa il solo ed unico sovrano. Anni dopo la sua ascesa al potere, un'organizzazione rivale lo sfida, Nicola manda il Killer #2 a combattere e quest'ultimo diventa il vincitore della sfida, uccidendo tutti i rivali. Intanto a bordo di un treno, due stranieri viaggiano verso la Città: questi stranieri sono: Il Vagabondo (Josh Hartnett) e Yoshi il samurai (Gackt). I due però hanno mete diverse: Il Vagabondo ha come meta un Saloon, dove farà la conoscenza di un barista (Woody Harrelson) che si unirà a loro, mentre Yoshi ha come meta un ristorante Giapponese (appartenente allo Zio). I due, infatti, affronteranno le loro vicende personali per poi incontrarsi un'altra volta per combattere l'un contro l'altro. Ma non si daranno battaglia per molto, perché entrambi sono spinti dall'obbiettivo comune di sconfiggere Nicola.

## Personaggi

### Protagonisti
- Il vagabondo

Giovane occidentale in abiti borghesi tipici del Nord America del XIX secolo; arriva come vagabondo a bordo di un treno, e di lui non solo il nome è ignoto ma, fino a poco prima della fine del film, è ignoto anche il motivo per il quale è alla ricerca di Nicola il Taglialegna.
È abilissimo nel combattere a mani nude grazie ad una boxe fulminea: proprio il mix tra la velocità e la precisione dei suoi pugni fanno di questi un'arma letale. Ha una vera fissazione per il suo cappello e soffre di vertigini.
- Yoshi il samurai

Ragazzo giapponese di nobili principi, si reca nella città per far visita a parenti che gestiscono un ristorante giapponese e soprattutto per rintracciare un medaglione che apparteneva al defunto padre, il quale servirà anche per indicare al padre che ormai ha raggiunto la maturità.
Yoshi primeggia nelle arti marziali giapponesi e nel combattimento corpo a corpo sia disarmato che con l'ausilio di spade, lance e archi.
- Barista

Composto gestore dell'Horseless Horseman Saloon, è in realtà un rivoluzionario e vede nel vagabondo e in Yoshi i due eroi in grado di mettere fine al dominio di Nicola il Taglialegna sull'Eurasia. Il suo hobby è creare "buffi pop-up animati".

### Antagonisti
- Nicola il Taglialegna

L'uomo più potente dell'Est Atlantico, domina le sue terre grazie ad un pugno di ferro ed alle azioni violente e repressive dei suoi killer e dei suoi subordinati in abito rosso. Il suo segno distintivo è il suo costume, una cappa nera e un cappello a tesa larga.
Nonostante l'aspetto bolso ed invecchiato Nicola fa gran uso delle sue armi, in particolare asce ed accette.
- Killer #2

È il braccio destro e principale esecutore di Nicola, e fa le veci del capo in diverse situazioni; è un killer dal sangue freddo che non esita ad eliminare anche i propri uomini in caso questi commettano degli errori.
Veste un abito porpora e combatte utilizzando una spada Shikomizue, ovvero un particolare bastone animato che cela sia una spada che uno stiletto. Ha il vezzo di "passare" simbolicamente la sua arma su un foulard, imitando il gesto di "pulire" la spada per intimorire gli avversari.
- Killer #3

Tirapiedi con capelli lunghi e veste bianca; è un personaggio marginale e non lo si vede quasi mai in azione. La sua arma è una scimitarra.
- Killer #4

Cinese, armato con due spade.
- Killer #5

Samurai al servizio di Nicola il Taglialegna, nel combattimento ha caratteristiche identiche a Yoshi. Anche lui adopera una katana e sembra molto legato alle regole del Bushido.
- Killer #6

Assassino di colore che utilizza una tecnica di combattimento simile alla Capoeira.
- Killer #7

Killer acrobata che combatte con tecniche circensi, in particolare sfruttando un tappeto elastico.
- Killer #8

Abile spadaccino in abito bianco dall'aspetto orientale.
- Killer #9

Tirapiedi con un taglio corto di capelli; è un personaggio marginale e non lo si vede quasi mai in azione. Combatte solo nelle ultime scene e fa uso di una mazza chiodata.
- Killer #10

Uno degli ultimi baluardi in difesa della magione di Nicola, è in pratica un sosia del vagabondo con il medesimo stile di combattimento e dai pugni micidiali.